# Sinä ansaitset kultaa
Sinä ansaitset kultaa (in finlandese: "Ti meriti oro") è un singolo del cantante schlager finlandese Jari Sillanpää, pubblicato nell'ottobre 2014.
Sillanpää inizialmente non voleva registrare il brano dopo aver sentito la versione demo. Alla fine Sillanpää cambiò idea decidendo di registrare il brano dopo averlo suonato ad un amico con problemi mentali.
Il brano è entrato nelle classifiche finlandesi raggiungendo la tredicesima posizione nelle classifiche dei singoli più venduti, la prima in quella dei brani più scaricati e la quarta in quella dei brani più trasmessi in radio.
Un video musicale del brano è stato girato da Numi Nummelin in un appartamento di Helsinki ed è stato pubblicato il 24 ottobre 2014 sull'account dell'etichetta discografica.

## Tracce
1. Sinä ansaitset kultaa – 3:52 (testo: Sarah Törmä[5] – musica: Petri Somer e Donald Rannila[5])

## Classifica
| Classifica           | Massima posizione |
| -------------------- | ----------------- |
| Finlandia            | 13                |
| Finlandia (digitale) | 1                 |
| Finlandia (radio)    | 4                 |